# Kun (cantante)
Qián Kūn (Taining, Fujian, República Popular China. 1 de enero de 1996), más conocido como Kun, es un cantante, bailarín, compositor, rapero y productor chino. Es conocido por formar parte de NCT como líder de la subunidad china, WayV.

## Primeros años
Kun nació el 1 de enero de 1996 en el condado de Taining, Fujian, República Popular China. Se graduó de la Academia de Música Contemporánea de Beijing.

## Carrera

### 2015-2016: Predebut
En diciembre de 2015, Kun fue presentado como parte de SM Rookies. En abril de 2016, NCT U lanzó la canción «Without You», donde Kun participó en la versión china.

### 2018-presente: Debut y actividades en solitario
A mediados de enero, SM Entertainment presentó NCT 2018, un proyecto que involucra a los 18 miembros de NCT. Kun, junto con Lucas y Jungwoo, se convirtió en un nuevo integrante del grupo. El trío se presentó en NCT 2018 Yearbook #1 el 30 de enero. El cantante debutó oficialmente con NCT el 14 de marzo, con el lanzamiento del disco NCT 2018 Empathy.
En diciembre del mismo año, se anunció que Kun debutaría en la subunidad china de NCT, administrada por Label V. El grupo debutó oficialmente el 17 de enero de 2019 con el sencillo «The Vision». En diciembre del mismo año, se unió como presentador para un programa de entrevistas de belleza Pink Festa junto a Kim Jong-kook, Hwang Kwang-hee y más. Kun colaboró con Xiaojun y Zhou Mi en el sencillo «I'll Be There», lanzado el 28 de febrero de 2020.

## Discografía
| «I'll Be There» (con Zhou Mi y Xiaojun)                                           | 2020 | — | — | N/A | Sin álbum |
| «–» indica que el lanzamiento no fue lanzado o no se posicionó en ese territorio. |      |   |   |     |           |

## Filmografía
| Año  | Título     | Canal     | Notas       |
| ---- | ---------- | --------- | ----------- |
| 2019 | Festa Rosa | MBC Music | Presentador |